# دیو مدن
دیو مدن (انگلیسی: Dave Madden؛ ۱۷ دسامبر ۱۹۳۱ – ۱۶ ژانویهٔ ۲۰۱۴) یک هنرپیشه اهل ایالات متحده آمریکا بود. وی بین سال‌های ۱۹۶۲ تا ۲۰۰۸ میلادی فعالیت می‌کرد.